# Lina Yegros
Lina Yegros est une actrice espagnole, née le 6 novembre 1913 ou le 6 décembre 1914 à Madrid où elle est morte le 19 mai 1978 .

## Biographie
Lina Yegros commence sa carrière au théâtre à l'âge de 17 ans, mais se tourne rapidement vers le cinéma où elle acquiert le surnom de « La Dulce Llorona » en raison de ses rôles dramatiques. Star du cinéma de la Seconde République espagnole, on se souvient principalement de ses rôles dans les films La Bien Pagada (1933), Sor Ángelica (1934), ¿Quién me Quiere a Mi? (1936), Polizón a Bordo (1941), Un Marido a Precio Fijo (1942), Fuenteovejuna (1946), Pequeñeces (1950), Debla, la Virgen Gitana (1950), Malvaloca (1954), Han Matado un Cadáver (1960), Canción de Cuna (1961), Teresa de Jesús (1962), El Escuadrón de la Muerte (1966).  

## Filmographie
- 1934 : Sor Angélica
- 1935 : La bien pagada
- 1936 : El secreto de Ana María
- 1936 : ¿Quién me quiere a mí?
- 1937 : El octavo mandamiento
- 1937 : La millona
- 1939 : Manolenka
- 1941 : Unos pasos de mujer
- 1941 : Polizón a bordo (es)
- 1942 : Un marido a precio fijo de Gonzalo Delgrás : Estrella
- 1942 : La condesa María
- 1944 : Ni tuyo ni mío
- 1947 : La dama del armiño
- 1947 : Fuenteovejuna
- 1947 : Leyenda de Navidad
- 1947 : La calumniada (es)
- 1950 : Pequeñeces... (es)
- 1950 : Vendaval
- 1951 : La Gitane de Grenade de Ramón Torrado : Cristina Álvarez de Miranda
- 1953 : Vértigo
- 1953 : Ha desaparecido un pasajero
- 1954 : Malvaloca
- 1954 : Tres huchas para Oriente
- 1958 : Te doy mi vida
- 1961 : Sissi 63 (en)
- 1961 : Les Religieuses (Canción de cuna) de José María Elorrieta
- 1961 : Rosa de Lima de José María Elorrieta : mère de Rose
- 1962 : Teresa de Jesús
- 1962 : Aprendiendo a morir
- 1962 : Han matado a un cadáver
- 1963 : Los guerrilleros
- 1963 : Las gemelas
- 1963 : Bochorno
- 1966 : Pour un dollar de gloire de Fernando Cerchio
- 1966 : Clarines y campanas